# 司竹乡
司竹乡是中国陕西省西安市周至县下辖的一个乡。

## 行政区划
司竹乡下辖以下行政区：
北司竹村、龙泉村、南淇水村、六家村、北淇水村、油坊头村、新庙村、马坊村、宋家村、马村、李旺寨村、中合村、李家庄村、骆驼营村、王唐村、竹护村、红丰村、金官村、南司竹村、阿岔村